# Свій за свого

Логотип аукціону

Свій за свого — благодійний інтернет-аукціон на підтримку армії, організований запорізьким істориком Едуардом Андрющенком в червні 2014 року в соціальній мережі Facebook. Всі кошти, зібрані за допомогою аукціону, передаються волонтерам та витрачаються на придбання ліків, одягу, бронежилетів та інших необхідних військовим товарів. За інформацією організаторів, станом на 1 лютого 2015 року аукціон зібрав понад 850 тисяч гривень.

## Історія
До ідеї проводити інтернет-аукціон Едуард Андрющенко прийшов у пошуках способу збільшити обсяг допомоги військовим. Розпочався аукціон лотом, який виставив сам Едуард на своїй сторінці у Facebook. Це була раритетна книжка з його власної бібліотеки — один з томів «Історії України-Руси» Михайла Грушевського видання 1916 року. При початковій ціні 200 гривень лот було продано за 4000 гривень. Після першого успіху до аукціону виник інтерес як покупців, так і лотодавців. Для аукціону було створено окрему Facebook-сторінку, проєкт ведуть троє волонтерів: запоріжці Тетяна Гонченко та Едуард Андрющенко, киянка Надія Коломієць.
Станом на 26 липня 2014 року аукціон зібрав понад 30 000 гривень. На 26 вересня 2014 року — понад 235 000 гривень. На 1 лютого 2015 року було зібрано понад 850 000 гривень.

## Лоти
Будь-хто може виставити на аукціон свій лот, для цього необхідно лише вислати опис та фотографії в особисті повідомлення сторінки аукціону. Лотодавець призначає стартову ціну, також він може визначити, яким саме волонтерам слід буде перерахувати отримані кошти. Після завершення торгів переможець перераховує гроші на картку організаторів, продавець відправляє лот покупцю (доставлення коштом покупця). Найбільший попит мають речі ручної роботи (прикраси, чашки, картини), раритетні книжки, оригінальні футболки.
Серед проданих на аукціоні речей були:
- Компакт-диск Арсена Мірзояна з підписом на ім'я покупця[1]
- Футбольний м'яч з автографом Зідана[6]
- Сукня Ірени Карпи, в якому вона знімалася у кліпі Soledad[4]
- Чашка Гіркіна-Стрєлкова, знайдена у його штабі в Слов’янську[7]

6 грудня 2014 року Гарі Каспаров провів сеанс одночасної гри у шахи з волонтерами, бійцями та політиками. Після сеансу Каспаров підписав прапор України та два комплекти шахів. Ці речі утворили два лоти, які були продані через аукціон «Свій за свого» на користь волонтерської організації Народний Тил. На отримані кошти було закуплено голки для пневмотораксу та кровоспинний препарат Celox.